# Remain
Remain es una próxima película estadounidense de suspenso romántico sobrenatural escrita, dirigida y producida por M. Night Shyamalan. Se basa en una idea que concibió con Nicholas Sparks, quien escribió por separado la versión en novela de la misma historia. Está protagonizada por Jake Gyllenhaal, Phoebe Dynevor y Ashley Walters .
La película se estrenará el 23 de octubre de 2026.

## Premisa
El arquitecto neoyorquino Tate Donovan se dirige a Cape Cod para diseñar una casa de verano para su mejor amigo, en busca de un nuevo comienzo después de haber recibido tratamiento por depresión aguda. Todavía de luto por la muerte de su hermana, conoce a Wren, una joven que altera su mundo cuidadosamente ordenado. 

## Reparto
- Jake Gyllenhaal como Tate Donovan
- Phoebe Dynevor como Wren
- Ashley Walters

## Producción
En enero de 2025, se anunció que M. Night Shyamalan escribiría y dirigiría una película de suspenso romántico sobrenatural basada en una idea creada por él y Nicholas Sparks, quien escribió una novela complementaria. Jake Gyllenhaal fue elegido para el papel principal y Warner Bros. Pictures adquirió los derechos de distribución.  Según Sparks, su representante le encargó desarrollar "una historia original que crea que encajará con el público de Shyamalan y el suyo, y él hará lo mismo". Tras compartir sus ideas en una primera reunión, decidieron optar por la historia de Shyamalan.   A principios de 2025, Phoebe Dynevor y Ashley Walters se unieron al elenco.   En abril de 2025, la película se tituló Remain.
La fotografía principal comenzó el 18 de junio de 2025.   El rodaje se llevó a cabo en Rhode Island, principalmente en Providence, con localizaciones en otros municipios, incluidos Bristol y Warren.   Está previsto que concluya el 8 de agosto.   Los sitios incluyeron el histórico Cranston Street Armory, por el cual la compañía productora de Shyamalan, Blinding Edge Pictures, pagó una tarifa mensual de $10,000 para alquilarlo desde mayo hasta noviembre. El 1 de mayo la producción se trasladó a la armería. 

## Estreno
Remain Está previsto que se estrene en cines por Warner Bros. el 23 de octubre de 2026.